# Апулия (Португалия)
Апулия (порт. Apúlia) — район (фрегезия) в Португалии, входит в округ Брага. Является составной частью муниципалитета Эшпозенде. По старому административному делению входил в провинцию Минью. Входит в экономико-статистический субрегион Каваду, который входит в Северный регион. Население составляет 4323 человека на 2001 год. Занимает площадь 10,51 км².
Покровителем района считается Архангел Михаил (порт. São Miguel).